# 안동 침류정
침류정(枕流亭)은 경상북도 안동시 풍산읍 하리리에 있다. 2009년 1월 21일 안동시의 문화유산 제3호로 지정되었다.

## 지정 사유
안동시 풍산읍 하리 1리 3번지에 위치한 ‘침류정’은 전의 이씨 소유로 조선시대 판서를 지낸 양정공(襄靖公) 이화(李樺1391~1459)가 만년에 향리인 풍산에서 후진양성을 위해 지은 정자로 유래하나 건립연대는 확실하지 않다.
양정공(襄靖公) 이화(李樺)는 1420년 사마시에 합격하고 무관으로출사했으나, 1422년 문과에 급제하고 오랑캐를 토벌한 공으로 첨지중추원사에 등용됐으며 왜구를 격침한 공으로 병조판서에 제수 됐고 중종때 청백리로 뽑혔다.
안동에서 풍산읍 하리 풍산읍 119안전센터 옆 농로를 따라 가다 좌측 산에 위치한 일성당을 지나 산을 오르면 어필 영정각이 있고 뒤편 능선에 정자가 남향으로 앉아있다.
침류정(沈流亭)은 안동지역의 독립운동과 관련 있는 건물로 대청상부에 피신을 위한 우물천정과 독립정신의 표상으로 장식한 대청 정면살창과 외기 달동자의 태극문양은 당시 시대적 성격을 배울 수 있는 건축물이다.